# Heather Graham
Heather Graham (* 29. ledna 1970 Milwaukee) je americká herečka. Jejím otcem byl agent FBI. Dva roky studovala angličtinu na Kalifornské univerzitě v Los Angeles. Jejím filmovým debutem byl snímek Paní Soffelová (1984), kde měla malou roli (neuvedenou v titulcích). Později hrála v řadě dalších filmů, včetně snímků Ulice New Yorku (2001), Pařba ve Vegas (2009) a Začít nanovo (2014). V roce 2014 hrála roli Julie v devíti epizodách seriálu Californication. V roce 2011 vystupovala ve videoklipu k písni „The Day“ od Mobyho.